# What This Town Needs
What This Town Needs è un EP del gruppo alternative country statunitense Blanche, pubblicato nel 2003.

## Tracce
1. What This Town Needs – 3:20
2. Child of the Moon – 3:46
3. The Scar Beneath the Skin – 5:34
4. Never Again – 3:26
5. Someday… – 6:33
6. So Long Cruel World (video)

## Formazione
- Tracee Mae Miller - basso, voce
- "Little" Jack Lawrence - banjo, mandolino, cori
- Lisa "Jaybird" Jannon - batteria
- Dan John Miller - chitarra, voce, produzione
- David Feeny - pedal steel guitar, chitarra resofonica, organo, pianoforte, voce, produzione
- Sir Dewey Stern - masterizzazione